# Auditoria de sistemes de qualitat

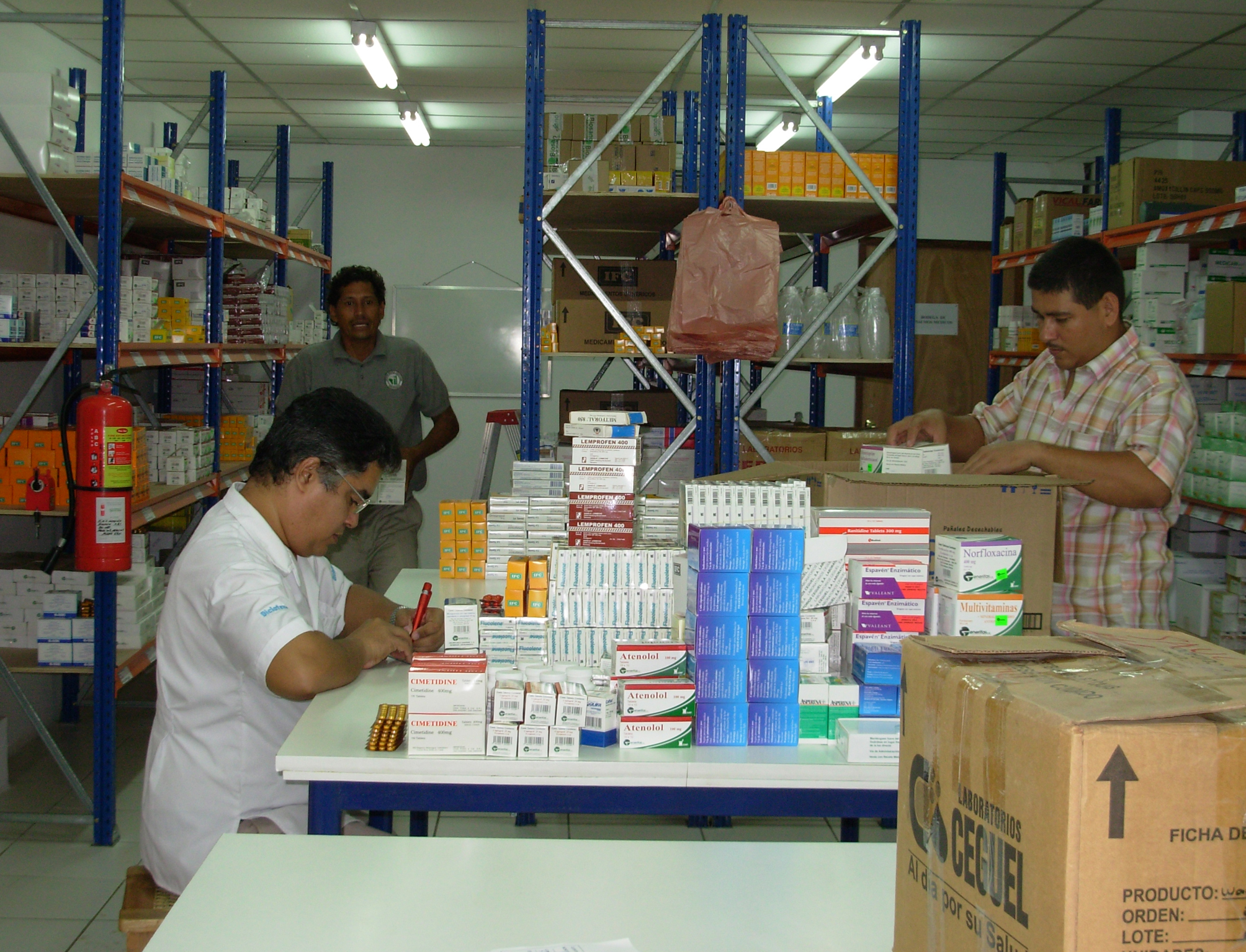
Laboratori de qualitat

L'auditoria de sistemes de qualitat és un sistema d'auditoria interna que analitza els mateixos sistemes de qualitat de les institucions relacionades.
L'auditoria de qualitat contempla el procés d'examen sistemàtic d'un sistema de gestió de qualitat realitzat per un auditor de qualitat intern o extern o un equip d'auditoria. És un element clau en l'estàndard del sistema de qualitat ISO, ISO 9001.